# É Só Isso Aqui
É Só Isso Aqui, também creditado como É Só Isso Aqui: 30 Anos de Resgate, é o décimo primeiro álbum de estúdio da banda brasileira de rock Resgate, lançado em dezembro de 2020 de forma independente e com distribuição da The Orchard.
O disco comemora 30 anos de carreira do grupo. Foi inicialmente anunciado em maio de 2019, e três canções foram liberadas a cada mês em plataformas digitais. A música A Dor foi composta, gravada e lançada posteriormente, durante a pandemia de COVID-19. O trabalho também acompanhou o documentário homônimo, em formato DVD, que contou a história da banda. O DVD trouxe como bônus vídeos com as letras das músicas e o clipe de "Lenha Pra Queimar".

## Antecedentes
Em 2017, antes de lançar o álbum No Seu Quintal, o Resgate já planejava produzir um álbum diferente, que mesclasse conteúdo visual e áudio. Apesar disso, o projeto não foi pra frente e o álbum foi lançado exclusivamente nas plataformas digitais pela Sony Music Brasil. Para o formato físico, a banda acabou custeando uma edição limitada, apesar de conter um selo Sony.
Com a proximidade dos 30 anos de aniversário da banda para 2019, os músicos anunciaram a intenção de produzir um documentário, cujo nome foi É Só Isso Aqui. Além de depoimentos dos integrantes e imagens de arquivo, o documentário reuniu entrevista do ex-integrante Dudu Borges, além dos produtores Paulo Anhaia, Rick Bonadio e Edson Guidetti, que trabalharam com a banda em algumas ocasiões.

## Gravação
Ao mesmo tempo que era produzido o documentário homônimo, a banda anunciou que lançaria três músicas inéditas a cada mês, o que resultaria em um registro de 30 faixas em 2020. Na época, Zé Bruno justificou a ideia de um álbum triplo com a intenção de ousar e fazer algo diferente.
É Só Isso Aqui recebeu várias participações especiais e algumas canções que abordaram a história da banda. "Lenha pra Queimar", por exemplo, foi escrita em homenagem a banda Rebanhão e recebeu a participação de Luciano Manga (ex-Oficina G3) e Marcão (ex-Fruto Sagrado).

## Lançamento
É Só Isso Aqui foi lançado de forma independente pela banda com distribuição da The Orchard, uma subsidiária da Sony Music que agrega outras gravadoras e artistas independentes. A versão em DVD da obra reuniu três CDs e um DVD com o documentário apresentado em 2019.
Por anos, as canções não receberam um lançamento integrado nas plataformas digitais em um só álbum e eram encontradas apenas em suas versões single. Isso mudou em setembro de 2023, quando o álbum ganhou um lançamento digital. Diferentemente da versão física, a lista de faixas foi totalmente alterada.

## Faixas
CD 1
1. "Lenha Pra Queimar"
2. "Eu Quero Ser Um Cão"
3. "Em Prol do Seu Nariz"
4. "Ainda Tenho Fé"
5. "Velhos Ventos"
6. "Fora do Aquário"
7. "Raízes"
8. "Pra Onde Iremos Nós?"
9. "Restinga da Marambaia"
10. "R81923"
11. "Um Pouco Além do Chão"

CD 2
1. "Nossa Valsa"
2. "Tudo Que Existe Espera"
3. "Se Existisse O 'Se'"
4. "Amor É O Que Se Dá"
5. "Quanto Mais Cedo Melhor"
6. "Pra Ver O Sol"
7. "Se For Preciso a Gente Volta"
8. "Bilhete para Paulo"
9. "Sem Dó"
10. "A Dor"

CD 3
1. "A Paz Me Ensina A Esperar"
2. "Saímos"
3. "Bilhete para Nínive"
4. "Queda"
5. "Vai Babel"
6. "Benditos"
7. "O Que É Viver"
8. "Hoje e Então"
9. "Confissão"
10. "Sábios e Loucos"

## Ficha técnica
Banda
- Zé Bruno – vocal, violão, guitarra, bandolim
- Hamilton Gomes – guitarras, violão, vocal de apoio
- Marcelo Amorim – baixo
- Jorge Bruno – bateria e vocal de apoio

Músicos convidados
- Silveira – Vocal em "Nossa Valsa" "R81923" "Se For Preciso a Gente Volta"
- Sharon Ramos – Vocal em "Nossa Valsa" "R81923" "Se For Preciso a Gente Volta"
- Abigail Cruz – Vocal em "Nossa Valsa" "R81923" "Se For Preciso a Gente Volta"
- André Freitas – teclados em "Nossa Valsa" "Sábios e Loucos" "Um Pouco Além do Chão"
- Alcyr Lasneau – Vocal em "Sábios e Loucos"
- Paulo Anhaia – Produtor, Baixo e Back Vocal na musica "Fora do Aquário"
- PG – Vocal em "Sem Dó"
- Juninho Afram – Guitarra em "Pra Onde Iremos Nós?"
- Vavá Rodrigues – Vocal em "Restinga da Marambaia"
- Kivitz – Vocal em "Restinga da Marambaia"
- Pedrinho Cardenas – "Bilhete para Paulo"
- Mateus Asato – Guitarra em "Lenha Pra Queimar"
- Luciano Manga – "Lenha Pra Queimar"
- Marcão – "Lenha Pra Queimar"
- Sarah Renata – vocal em "Tudo que Existe Espera"